# Любомудров, Иван Васильевич
Иван Васильевич Любомудров (? — 1867) — рязанский краевед, писатель и педагог. Брат Н. В. Любомудрова.

## Биография
Родился в селе Верхний Белоомут Зарайского уезда Рязанской губернии в семье священника церкви Трёх Святителей Василия Любомудрова.
Окончил Рязанскую духовную семинарию, затем Санкт-Петербургскую духовную академию со степенью магистра (1849). По окончании курса академии был назначен преподавателем Тамбовской духовной семинарии, но по прошению в декабре 1849 года был переведён в Рязанскую семинарию, где преподавал гражданскую историю, французский язык (с 1852 по 1861), словесность (с сентября по декабрь 1858). С 7 октября 1855 года по 10 августа 1860 года работал в качестве помощника инспектора семинарии. 
В 1861 году оставил духовно-училищную службу и был определён в Зарайск исправляющим должность судебного следователя. 

## Краеведческие работы
Опубликовал ряд статей по истории Рязанского края в «Рязанских губернских ведомостях» за 1852—1854 гг. В их числе:
- «О пределах Рязанской епархии, её учреждении и иерархическом её устройстве»
- «Село Жерновищи»
- «Где находился древний город Борисов-Глебов»
- «Местечко Облачинки»
- «Об основании Солотчинского монастыря»

## Комментарии
1. ↑  Не путать с уроженцем Пермской губернии Иваном Васильевичем Любомудровым (1876—1924?), автором-составителем каталога «Старинные ценные русские монеты Архивная копия от 8 октября 2021 на Wayback Machine» (СПб., 1901). — о нём см. Российские нумизматы конца 19 века — И. В. Любомудров Архивная копия от 8 октября 2021 на Wayback Machine